# Elettra Raggio
Elettra Raggio, pseudonimo di Ginevra Francesca Rusconi (1887 – 1973), è stata un'attrice, regista, sceneggiatrice e produttrice cinematografica italiana all'epoca del muto.

## Biografia
Proveniente dal teatro dove fu «prima attrice» nella compagnia di Ermete Novelli. Di origine genovese, si stabilì a Milano dove venne scritturata nel 1915 dalla casa di produzione cinematografica Milano Films.
Fu interprete, regista e soggettista in una decina di film dal 1916 al 1926, in prevalenza drammatici.
Fu anche produttrice cinematografica con la fondazione a Milano di una propria manifattura denominata Raggio Film nel 1916, le cui produzioni erano perlopiù a distribuzione regionale.

## Filmografia

### Attrice
- Galeotto fu il mare, regia di Achille Mauzan (1916) - interpretazione e produzione
- La cattiva stella, regia di Eugenio Perego (1916)
- Primavera, regia di Achille Mauzan (1916)
- Verso l'arcobaleno, regia di Eugenio Perego (1916)
- Automartirio, regia di Ivo Illuminati (1917) - interpretazione, soggetto e produzione
- Il fango, regia di Adelardo Fernández Arias (1917)
- Maciste medium, regia di Vincenzo Denizot (1918)
- La morte che assolve, regia di Alberto Carlo Lolli (1918)
- Tempesta nel nido, regia di Nino Valentini (1926)

### Regista
- Le due seduzioni (1916) - regia e interpretazione
- San-Zurka-San (1920) - co-regia con Emilio Roncarolo e interpretazione